# Carlos Secretário
Carlos Alberto de Oliveira Secretário (São João da Madeira, 12 de maig de 1970) és un exfutbolista portuguès, que jugava com a defensa.

## Trajectòria
Va despuntar en la primera divisió portuguesa a les files del FC Penafiel, FC Famalicão i Sporting Clube de Braga. En 1993, fitxa pel FC Porto, on es converteix en una de les peces clau del seu equip, amb qui guanya diversos títols nacionals.
La temporada 96/97 fitxa pel Reial Madrid CF, però tot just hi juga. L'arribada al mercat de gener de l'italià Panucci li acaba per barrar el pas a l'equip espanyol. El gener de 1998, retorna al Porto, on romandria altres sis anys i mig abans de jugar amb el FC Maia, on penja les botes el 2005.

## Selecció
Secretário va ser 35 vegades internacional amb la selecció portuguesa de futbol. Va participar en les Eurocopes de 1996 i 2000.

## Títols
- Lliga portuguesa: 1994–95, 1995–96, 1997–98, 1998–99, 2003–03, 2003–04
- Taça de Portugal: 1993–94, 1997–98, 1999–2000, 2000–01, 2002–03
- Supercopa Cândido de Oliveira: 1994, 1998, 1999, 2001, 2003
- Lliga espanyola: 1996-97
- Supercopa espanyola: 1997
- UEFA Cup: 2002–03
- Lliga de Campions de la UEFA: 2003–04